# Blanche Lee Childe
Blanche Lee Childe, née le 24 novembre 1837 à Paris et morte le 28 février 1886 dans cette même ville, est une femme de lettre française.

## Biographie
Elle naît dans la famille du baron Henry de Triqueti, sculpteur et peintre. Elle tient un salon littéraire et entretien des échanges épistolaires avec Salomon Reinach et Pierre Loti.
Elle épouse le banquier protestant François Benjamin Marie Delessert, puis après sa mort en 1868 Edward Lee Childe, neveu du général sudiste de la guerre de Sécession Robert Lee. 
Sa tombe est au Cimetière du Père-Lachaise, division 42.

## Ouvrages
- Un hiver au Caire : journal de voyage en Égypte, Paris, Calmann-Lévy, 1883, 326 p. (lire en ligne)